# Le dritte
Le dritte è un film del 1958 diretto da Mario Amendola.

## Trama
L'affettata commerciante di abbigliamento Ofelia, l'ingenua casalinga Rina e la schietta infermiera Edna si incontrano casualmente in un commissariato e scoprono di avere in comune una vita sentimentale fallimentare.
In breve tutte e tre si innamorano: Ofelia di Amleto, fratello di Rina, Rina ed Edna rispettivamente di Lello ed Ercole, i due migliori amici di Amleto.
Le tre giovani si coalizzano per realizzare l'unico obiettivo che per loro conti qualcosa, cioè accalappiare un marito, e al grido "matrimonio o morte" si ripromettono di usare ogni astuzia possibile per raggiungere lo scopo.
Il problema è che gli uomini che contano di sposare sono scapoli impenitenti, abituati a frequentare solo donne disponibili e a rifuggire dalle "zie", cioè dalle ragazze morigerate che fanno pressione per farsi sposare al più presto, categoria in cui rientrano a tutti gli effetti Ofelia, Edna e Rina, al di là delle differenze di carattere.
Dopo una serie di equivoci, Amleto, Lello ed Ercole si rendono conto di essersi stancati della vita libertina e di essere anche loro innamorati delle tre "dritte". I tre matrimoni scandiscono il lieto fine.